# Anthrenoides nordestinus
Anthrenoides nordestinus là một loài Hymenoptera trong họ Andrenidae. Loài này được Urban mô tả khoa học năm 2006.